# La Chute du traîneau rouge
La Chute du traîneau rouge (Red Sleigh Down en version originale) est le dix-septième et dernier épisode de la sixième saison de la série animée South Park, ainsi que le 96e épisode de l'émission.

## Synopsis
Cartman est très tendu. Il a commis trop de mauvaises actions pour espérer avoir des cadeaux à Noël. Il tente alors de se racheter en convainquant le Père Noël d'apporter Noël en Irak. Malheureusement, celui-ci s'écrase dans son traîneau sur Bagdad.

## Continuité
- Kenny réapparait à la fin de l'épisode, sans aucune explication. Selon Trey Parker, la mort de Jésus ne serait pas indifférente à cette résurrection[1].